# De legende van Krill
De legende van Krill is het eerste deel van De kronieken van Roodhaar, een spin-off van de stripreeks Storm. Het album verscheen in 2014 en is getekend door Romano Molenaar. Het scenario is van Roy Thomas. In deze kronieken draait het voornamelijk om Roodhaar, de levenspartner van Storm.